# Zephyranthes capivarina
Zephyranthes capivarina är en amaryllisväxtart som beskrevs av Pierfelice Ravenna. Zephyranthes capivarina ingår i släktet Zephyranthes och familjen amaryllisväxter. Inga underarter finns listade i Catalogue of Life.